# Liechtenstein na Zimowych Igrzyskach Olimpijskich 1998
Liechtenstein na Zimowych Igrzyskach Olimpijskich 1998 reprezentowało 8 zawodników.

## Kadra

### Narciarstwo alpejskie

#### Mężczyźni
| Zawodnik      | Konkurencja        | Konkurencja        | Konkurencja | Konkurencja | Konkurencja                 | Konkurencja                 | Konkurencja                 | Konkurencja                 | Konkurencja       | Konkurencja       | Konkurencja      | Konkurencja      | Konkurencja | Konkurencja | Konkurencja | Konkurencja |
| Zawodnik      | Zjazd              | Zjazd              | Supergigant | Supergigant | Slalom gigant               | Slalom gigant               | Slalom gigant               | Slalom gigant               | Slalom specjalny  | Slalom specjalny  | Slalom specjalny | Slalom specjalny | Kombinacja  | Kombinacja  | Kombinacja  | Kombinacja  |
| Zawodnik      | Czas               | Pozycja            | Czas        | Pozycja     | Czas 1. przejazdu           | Czas 2. przejazdu           | Czas łączny                 | Pozycje                     | Czas 1. przejazdu | Czas 2. przejazdu | Czas łączny      | Pozycja          | Zjazd       | Slalom      | Łączny czas | Pozycja     |
| ------------- | ------------------ | ------------------ | ----------- | ----------- | --------------------------- | --------------------------- | --------------------------- | --------------------------- | ----------------- | ----------------- | ---------------- | ---------------- | ----------- | ----------- | ----------- | ----------- |
| Marco Büchel  |                    |                    |             |             | 1:22,52                     | 1:19,47                     | 2:41,99                     | 14.                         |                   |                   |                  |                  |             |             |             |             |
| Jürgen Hasler | Nie ukończył biegu | Nie ukończył biegu | 1:38,32     | 26.         |                             |                             |                             |                             |                   |                   |                  |                  | 1:37,88     | 1:45,27     | 3:23,15     | 9.          |
| Achim Vogt    |                    |                    |             |             | Nie ukończył 1-go przejazdu | Nie ukończył 1-go przejazdu | Nie ukończył 1-go przejazdu | Nie ukończył 1-go przejazdu |                   |                   |                  |                  |             |             |             |             |

#### Kobiety
| Zawodniczka          | Konkurencja | Konkurencja | Konkurencja                  | Konkurencja                  | Konkurencja                  | Konkurencja                  | Konkurencja       | Konkurencja       | Konkurencja      | Konkurencja      | Konkurencja | Konkurencja | Konkurencja | Konkurencja |
| Zawodniczka          | Supergigant | Supergigant | Slalom gigant                | Slalom gigant                | Slalom gigant                | Slalom gigant                | Slalom specjalny  | Slalom specjalny  | Slalom specjalny | Slalom specjalny | Kombinacja  | Kombinacja  | Kombinacja  | Kombinacja  |
| Zawodniczka          | Czas        | Pozycja     | Czas 1. przejazdu            | Czas 2. przejazdu            | Czas łączny                  | Pozycja                      | Czas 1. przejazdu | Czas 2. przejazdu | Czas łączny      | Pozycja          | Zjazd       | Slalom      | Łączny czas | Pozycja     |
| -------------------- | ----------- | ----------- | ---------------------------- | ---------------------------- | ---------------------------- | ---------------------------- | ----------------- | ----------------- | ---------------- | ---------------- | ----------- | ----------- | ----------- | ----------- |
| Diana Fehr           |             |             | Nie ukończyła 1-go przejazdu | Nie ukończyła 1-go przejazdu | Nie ukończyła 1-go przejazdu | Nie ukończyła 1-go przejazdu | 48,66             | 50,10             | 1:38,76          | 21.              |             |             |             |             |
| Birgit Heeb-Batliner |             |             | 1:21,27                      | 1:33,43                      | 2:54,70                      | 9.                           |                   |                   |                  |                  |             |             |             |             |
| Tamara Schädler      | 1:22,90     | 38.         | Nie ukończyła 1-go przejazdu | Nie ukończyła 1-go przejazdu | Nie ukończyła 1-go przejazdu | Nie ukończyła 1-go przejazdu | 49,74             | 50,27             | 1:40,01          | 23.              | 1:34,18     | 1:18,00     | 2:52,18     | 17.         |

### Biegi narciarskie

#### Mężczyźni
| Zawodnik      | Konkurencja   | czas      | Pozycja |
| ------------- | ------------- | --------- | ------- |
| Markus Hasler | Bieg na 10 km | 28:55,2   | 20.     |
| Stephan Kunz  | Bieg na 10 km | 30:56,8   | 57.     |
| Stephan Kunz  | Bieg na 30 km | 1:39:33,3 | 14.     |
| Markus Hasler | Bieg na 30 km | 1:42:17,4 | 35.     |
| Stephan Kunz  | Bieg na 50 km | 2:16:36,2 | 28.     |
| Stephan Kunz  | Bieg łączony  | 44:18,9   | 34.     |
| Markus Hasler | Bieg łączony  | 44:31,9   | 35.     |